# Kampimodromus
Kampimodromus es un género de ácaros perteneciente a la familia Phytoseiidae.

## Especies
El género contiene las siguientes especies:
- Kampimodromus aberrans (Oudemans, 1930)
- Kampimodromus adrianae Ferragut & Pena-Estévez, 2003
- Kampimodromus alettae (Ueckermann & Loots, 1985)
- Kampimodromus coryli Meshkov, 1999
- Kampimodromus echii Ferragut & Pena-Estévez, 2003
- Kampimodromus elongatus (Oudemans, 1930)
- Kampimodromus ericinus Ragusa Di Chiara & Tsolakis, 1994
- Kampimodromus hmiminai McMurtry & Bounfour, 1989
- Kampimodromus judaicus (Swirski & Amitai, 1961)
- Kampimodromus keae (Papadoulis & Emmanouel, 1991)
- Kampimodromus langei Wainstein & Arutunjan, 1973
- Kampimodromus molle (Ueckermann & Loots, 1985)
- Kampimodromus ragusai Swirski & Amitai, 1997